# São Vicente e Granadinas nos Jogos Olímpicos de Verão da Juventude de 2010
São Vicente e Granadinas participou dos Jogos Olímpicos de Verão da Juventude de 2010 em Singapura. Sua delegação foi composta de apenas três atletas que competiram em dois esportes.

## Atletismo
| Evento          | Atleta          | Qualificação | Qualificação | Final     | Final        |
| Evento          | Atleta          | Resultado    | Posição      | Resultado | Posição      |
| --------------- | --------------- | ------------ | ------------ | --------- | ------------ |
| 100 m masculino | Renaldo Charles | 11.47        | 21º (5º q4)  | 11.50     | 4º (Final C) |
| 100 m feminino  | Shantal Rouse   | 12.85        | 19º (5º q1)  | 13.03     | 5º (Final C) |

## Taekwondo
| Evento                 | Atleta         | 1ª rodada    | Quartas-de-final        | Semifinais  | Final       | Pos. final |
| ---------------------- | -------------- | ------------ | ----------------------- | ----------- | ----------- | ---------- |
| Mais de 63 kg feminino | Dasreen Primus | Sem oponente | CUB Yuleimi Abreu D RSC | Não avançou | Não avançou | 8º         |